# IL31RA
IL31RA‏ (Interleukin 31 receptor A) هوَ بروتين يُشَفر بواسطة جين IL31RA في الإنسان.